# Нествед (муніципалітет)
Нествед (дан. Næstved) — комуна у регіоні Зеландія королівства Данія. Площа — 676.3 квадратних кілометрів. Адміністративний центр комуни — місто Нествед.

## Історія
Комуна була створена після муніципальної реформи 2007 року шляхом об'єднання комун Фуґлеб'єрґ, Фладсо, Голмеґор, Нествед та Сусо.

## Населення
У 2012 році населення муніципалітету становило 81 012 осіб.

## Міжнародна співпраця
Комуна підтримує побратимські контакти з:
- Євік, Норвегія[2]